# Lolland Falster Airport
Lolland-Falster Airport (tidligere Lolland/Falster Lufthavn) (IATA: MRW, ICAO: EKMB) er en lufthavn, der ligger på grænsen mellem de tidligere Holeby og Rødby Kommuner, Lolland-Falster Airport bliver ofte omtalt som Maribo flyveplads, lufthavnens tidligere navn.
Lolland Falster Airport er godkendt som international lufthavn med flyvning fra alle lande. Flyvepladsen rummer flere hangarbygninger og gode parkeringsarealer. Den er velegnet til mindre propel- og jetfly, helikoptere, erhvervsflyvning og taxi flyvning, både indenrigs og udenrigs. Landingsbanen måler 1200 x 30 m med lysanlæg. Fra flyvepladsen tankanlæg kan man tanke 100 LL og jet A1 benzin.
Der er ikke tilknyttet noget luftfartsselskab til flyvepladsen, men den er hjemhørende for en del klubber.
Lolland-Falster Airport stiller faciliteter til rådighed ved særlige arrangementer. Bl.a. afholdes der 3-4 gange om året Legal Streetrace.
Klubber som bruger Lolland Falster Airport:
- Svæveflyveklub
- Faldskærmsklub
- Motorflyveklub
- Legal Streetrace

Lolland Falster Airport ejes og drives af Lolland og Guldborgsund Kommuner i fællesskab. 
Lufthavnen blev oprettet i 1965 af Rødby og Holeby kommuner. Den startede som en 650x30 meter græsbane. I 1973 indgik Holeby, Rødby, Nysted og Maribo Kommuner i et samarbejde, og lufthavnen fik en 980 meter lang og 30 meter bred asfaltbane med lys, så det også blev muligt at operere om natten. I 1978 fik lufthavnen et radionavigationssystem, MB locator, så det blev muligt at gennemføre operationer i dårligt vejr. I 1984 blev landingsbanen udvidet til de nuværende 1200 meter. Derfor er Lolland/Falster Lufthavn i dag i stand til at modtage både propel- og jetfly, der kan medtage omkring 50 passagerer. Lufthavnen er også udstyret med en helikopterlandingsplads, og der er enkelte private, som benytter sig af denne, samt flyvevåbnet, hvis de har brug for det.
Lufthavnen har omkring 6-8.000 flyveoperationer om året.